# Iglesia de San Juan (Isil)
Iglesia de San Juan de Isil —Sant Joan d'Isil en catalán— es una iglesia románica situada en el pueblo de Isil dentro del municipio de Alto Aneu (Pallars Sobirá). Junto a las aguas del Noguera Pallaresa, es una de las construcciones románicas más notables del Valle de Aneu. Se menciona por primera vez en 1095.
Posee una planta basilical de tres naves, la central más ancha y con bóveda de cañón, coronadas por un ábside y dos absidiolas decoradas en el exterior, con un friso de dobles arquerías ciegas con lesenas. El ábside central presenta tres ventanas de doble derrame, mientras que las absidiolas sólo tienen una en el centro. Sobre el muro donde descansan los ábsides se abrió un ojo de buey.
Todos los muros exteriores son sencillos menos el de mediodía donde está la portada que se ha datado de finales del siglo XII. Corona la pared un friso de arcos. Las cuatro esquinas bajo el tejado están rematadas con unos modillones sostenidos por ménsulas. La portada consta de tres arquivoltas de medio punto en gradación que descansan sobre columnas lisas con capiteles esculpidos con rostros humanos y animales.
Entre el portal y el ábside se abren dos ventanas, de estilo gótico, geminadas y de arco apuntado, y tracería, del siglo XIV. En la fachada de poniente hay un pequeño campanario de espadaña.